# Füzér (település)
Füzér (szlovákul: Fizér) község Borsod-Abaúj-Zemplén vármegyében, a Sátoraljaújhelyi járásában. Itt található Magyarország legészakibb határpontja. A Hegyköz idegenforgalmának egyik központja, látnivalói közül kiemelkedő Füzér vára.

## Fekvése
Miskolctól közúton 95 kilométerre északkeletre, a magyar–szlovák határ mellett található. Közigazgatási területén fekszik Magyarország legészakibb pontja, valamint az ország egyik legmagasabb hegycsúcsa, a Nagy-Milic (896 méter).
A környező települések közül Pusztafalu 2, Füzérkomlós 3, Filkeháza 4, Hollóháza pedig 6 kilométerre fekszik; a legközelebbi város a 7 kilométerre található Pálháza, a járás központja, Sátoraljaújhely pedig 26 kilométernyire van innen.

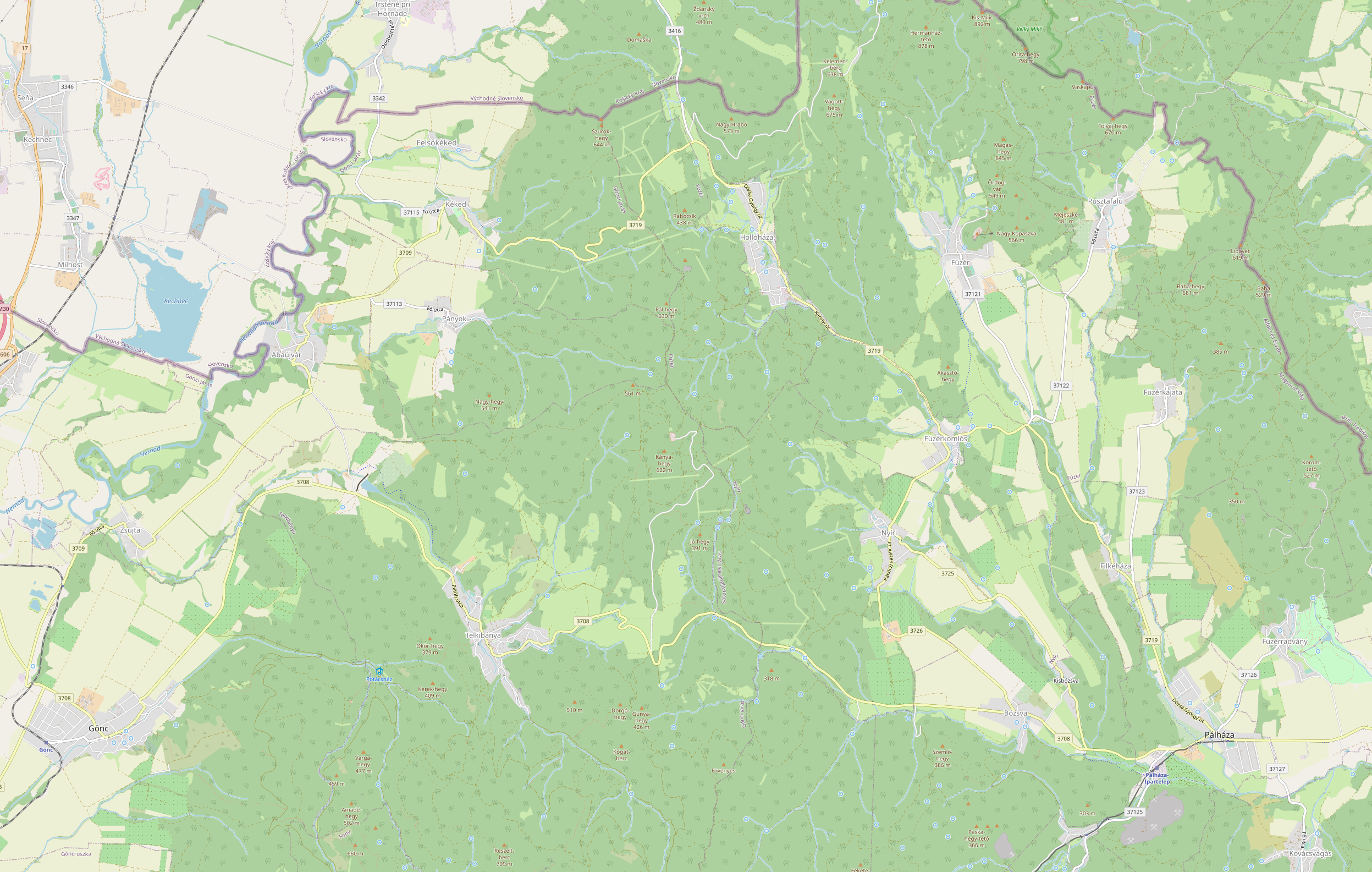
A község környékének térképe

A Zemplén-Abaúji Hegyköz Magyarország legészakabbra fekvő területén a Zempléni-hegység keleti szélén terül el. Eredetileg a Bózsva-patak völgyében, Hollóháza, Kovácsvágás és Füzérradvány közé eső medencében egykor 15 település helyezkedett el, de újabban ide sorolják az ezektől délre, Sátoraljaújhelytől a szlovák határig terjedő terület 6 települését is. Ezek alapján a Hegyköz települései Filkeháza, Füzér, Füzérkajata, Füzérkomlós, Füzérradvány, Hollóháza, Kisbózsva, Kishuta, Kovácsvágás, Nagybózsva, Nagyhuta, Nyíri, Pálháza, Pusztafalu, Vágáshuta valamint Alsóregmec, Felsőregmec, Mikóháza, Rudabányácska, Széphalom és Vilyvitány.

### Megközelítése
Legfontosabb közúti megközelítési útvonala a 3719-es út, ezen érhető el Pálháza, illetve Kéked irányából is. Az út azonban csak a déli határszélén halad el, központjába egyedül a 37 121-es számú mellékúton lehet eljutni, ez alapján tulajdonképpen zsáktelepülésnek tekinthető. Pusztafaluval (mely szintén zsáktelepülés) a 37 122-es számú mellékút köti össze.
A településen áthalad az Országos Kéktúra 27-es számú szakasza.

## Története
A terület az Árpád-korban az erdőispánságok közé tartozott sárospataki központtal, majd történelmét a – tatárjárást megelőzően valószínűleg már erődítménnyel is rendelkező – füzéri uradalom határozta meg. Ebben a korban Füzér a főúri uradalom nagy jelentőséggel bíró része; a település további tíz faluval együtt biztosította az uradalom bevételeit.
1205 és 1209 között Bánk bán volt Abaúj vármegye ispánja, a falu is az ő birtoka volt. Füzér története szorosan egybekapcsolódik a füzéri váréval, ami egy vulkáni eredetű csúcson áll. A vár, legkorábbi váraink egyike, egyes források szerint a tatárjárás előtt épült és 1235-ben már állt. II. András megvásárolta a várat, innentől a hozzá tartozó falvakkal együtt királyi birtok volt. Füzért és a hozzá tartozó uradalmat IV. Béla 1262–1263 körül lányának, Anna halicsi hercegnőnek adományozta. 1285 után a település a várral együtt minden bizonnyal Aba Amadé birtokába került.

A vár és a hozzá tartozó település a 16. századtól Perényi Imréé, majd a Báthoriaké, a Nádasdyaké, majd a Károlyiaké volt. 1526–1527-ben ebben a várban őrizték a magyar Szent Koronát. Az uradalom jelentősége mindaddig megmaradt, míg 1676-ban a végvárvonal felszámolása részeként a császári katonaság fel nem gyújtotta a várat. 

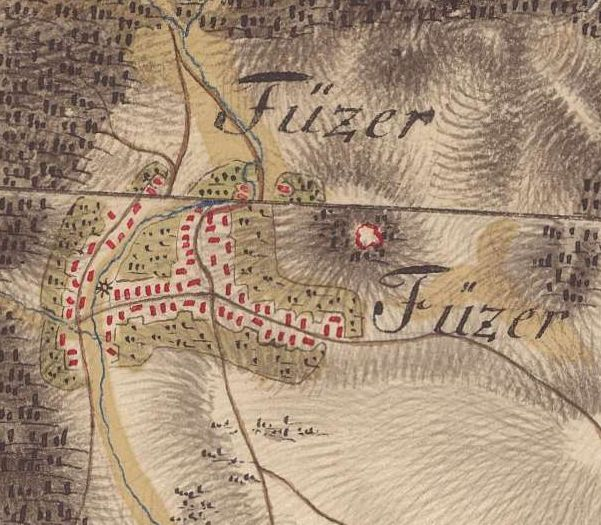
Füzér az 1780-as években

 Az erődítmény pusztulásával a település jelentősége sokszorosan csökkent, majd a Rákóczi szabadságharcot követően kolerajárvány sújtotta a lakosságot. Aki nem esett a betegség áldozatául, az elköltözött. Hatvan és Aszód környékén ma is élnek Füzérről származó családok. A hegyköz újkori fejlődésében a füzérradványi Károlyi-uradalom játszott szerepet, s megállapítható, hogy e terület a földesúri korlátozások következtében gazdaságilag lassan fejlődött.
A Rákóczi-szabadságharc után a település elnéptelenedett, de később újra benépesült.
A 19. századra már kedvelt kirándulóhely volt szép erdeje és a közeli gyógyfürdők miatt. Borovszky Samu 19. századi leírása így mutatja be Füzért:
Komlóstól nem messze van északra Füzér, körjegyzőséggel, 125 házzal, 791 magyar és tót ajku lakossal. Postája: Abaúj-Komlós. Egy magas sziklaormon látjuk régi hires várának romjait, amelynek képét más helyen mutatjuk be. Falainak egy része, daczolva az idő viszontagságaival, még elég jó karban áll. Itt van gróf Károlyi László uradalmának központi erdőfelügyelősége.
A Füzéri járáshoz, melynek a székhelye ekkor Hernádzsadányban volt, a 20. század elején 53 kisközség tartozott 24 482 lakossal. 1919-ben a füzéri járás nagy része Csehszlovákiához került és Gönc lett a járási székhely.
Füzér település a két háború közötti időben Abaúj-Torna vármegye gönci járásához tartozott, lakosainak száma 1944-ben 773 fő volt. A falu ekkor 155 házból állt, területe 10 218 katasztrális hold. Az itt élők földművesek, csekély számban ipari munkások és mesteremberek voltak.
Lakosai alapvetően római-, görögkatolikus és református hitvallásúak, 1910-ig a zsidó hitközség tagjai is éltek a településen, a római katolikus anyakönyvezés 1783-tól ismert. A településen egy-egy római és református templom, illetve temető található, valamint a zsidó temető is fellelhető mind a mai napig. Nemzetiség szerint magyar, tót, ruszin és cigány (egyes írásokban újmagyar) népcsoportok éltek a településen.
Környéke természetvédelmi terület, amely a Zempléni Tájvédelmi Körzethez tartozik. Különlegessége a fokozottan védett sziklagyep növényzet és a Carpaticum flóratartomány, mint a sziklai csenkesz, északi szirtipáfrány, magyar kőhúr, rózsás kövirózsa, barátszegfű, valamint a községen keresztülfolyó Bisó-patak mentén ligeterdők találhatók. A mozaikos gazdálkodási szerkezet a természeti adottságoknak megfelelően alakult ki. Így a patak menti mélyebb fekvésű, vizenyős területeken kaszálók, az enyhén hullámos domboldalakon szántóföldek, a lejtők legmeredekebb részein pedig legelők vannak.
A település fűzfákról kapta a nevét. Oklevelekben említik: Füzér, Fizeralia, Fywzer és Fyzer néven is.[forrás?]

## Közélete

### Polgármesterei
- 1990–1994: Kovács Jenőné (független)[9]
- 1994–1998: Novák Imre (független)[10]
- 1998–2002: Novák Imre (független szlovák kisebbségi)[11]
- 2002–2006: Horváth Jenő (független)[12]
- 2006–2010: Horváth Jenő (független)[13]
- 2010–2014: Horváth Jenő (Fidesz-KDNP)[14]
- 2014–2019: Horváth Jenő (Fidesz-KDNP)[15]
- 2019–2024: Horváth Jenő (Fidesz-KDNP)[16]
- 2024– : Lukács László (független)[1]

## Népesség
A település népességének változása:
| Lakosok száma | 436  | 430  | 428  | 395  | 350  | 337  | 335  | 327  |
|               | 2015 | 2016 | 2017 | 2018 | 2021 | 2022 | 2023 | 2024 |

A 2001. évi népszámlálás adatai szerint a település lakosságának nemzetiségi összetétele tarka képet mutat, a többszörös identitás választásának jogával sokan éltek. Az adatok alapján az 579 lakosból egy híján valamennyien magyar nemzetiségűnek vallották magukat, de emellett cigánynak 90 fő (16%), szlováknak pedig 82 fő (14%) nevezte magát.
A 2011-es népszámlálás során a lakosok 96%-a magyarnak, 1,9% cigánynak, 1,1% lengyelnek, 0,5% németnek, 20,1% szlováknak mondta magát (4% nem válaszolt; a kettős identitások miatt a végösszeg nagyobb lehet 100%-nál). A vallási megoszlás a következő volt: római katolikus 63,8%, református 12,7%, görögkatolikus 18%, felekezeten kívüli 1,1% (4,5% nem válaszolt).
2017-ben 428 fő volt a község népessége, melyben már az előbb említett kis létszámú nemzetiségek közül csak a szlovák maradt meg, számuk körülbelül 50 főre tehető.
2022-ben a lakosság 92,9%-a vallotta magát magyarnak, 20,8% szlováknak, 2,4% cigánynak, 0,9% ruszinnak, 0,3% németnek, 5,6% egyéb, nem hazai nemzetiségűnek (5,6% nem nyilatkozott; a kettős identitások miatt a végösszeg nagyobb lehet 100%-nál). Vallásuk szerint 53,7% volt római katolikus, 9,2% református, 12,2% görög katolikus, 1,8% egyéb keresztény, 2,7% felekezeten kívüli (20,7% nem válaszolt).
Elsősorban ruszin, szlovák és magyar eredetű lakossága gazdag hagyományokat őriz táncaiban, népdalkincsében és más szokásaiban is.

## Nevezetességei

### Füzér vára

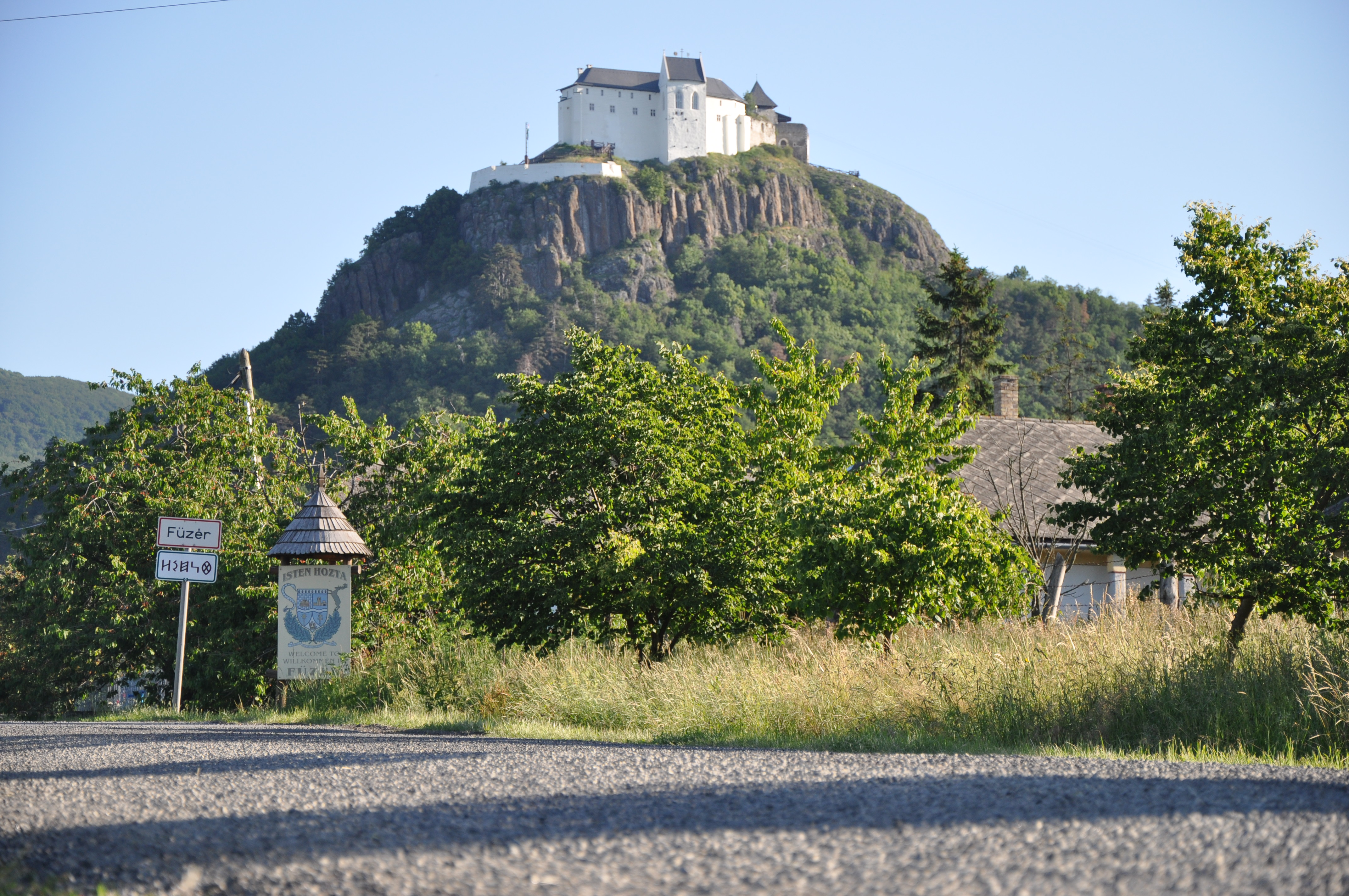
A füzéri vár a felújítás után

Füzér középkori vára a település közvetlen közelében emelkedő vulkanikus eredetű hegyen áll.
Első írásos említése 1264-ből származik, bár valószínűleg már a tatárjárás előtt állt. A feltételezések szerint az Aba nemzetség építtette az Árpád-korban, különlegessége, hogy egyike lehet az első magyarországi magánbirtokú kőváraknak. A 13. században II. András megvette a várat, amely a tatárjárásig a királyi birtoktest részét képezte, majd adományozás útján visszakerült az Abákhoz. A rozgonyi csata után Károly Róbert elkobozta, és Drugeth-, majd Perényi-tulajdonba került. Amikor Perényi Gábor 1567-ben fiúutód nélkül meghalt, a vár előbb a Báthori, majd a Nádasdy családhoz került. A Wesselényi-összeesküvés után a várat elkobozták, majd a császári katonaság felégette és hátrahagyta.
Az évszázadokon át omladozó épületegyüttes értékét a romantika idején ismerték fel ismét, és ekkortól kezdve az örökségvédelem látókörébe került. 1977-től régészeti feltárásokat végeztek, 1992-től renoválási munkák kezdődtek, 2014–15 között pedig a felsővár felújítása, elpusztult részeinek részleges rekonstrukciója is megtörtént, így ma Magyarország egyik legjobb állapotú középkori vára.

### Szent István római katolikus templom

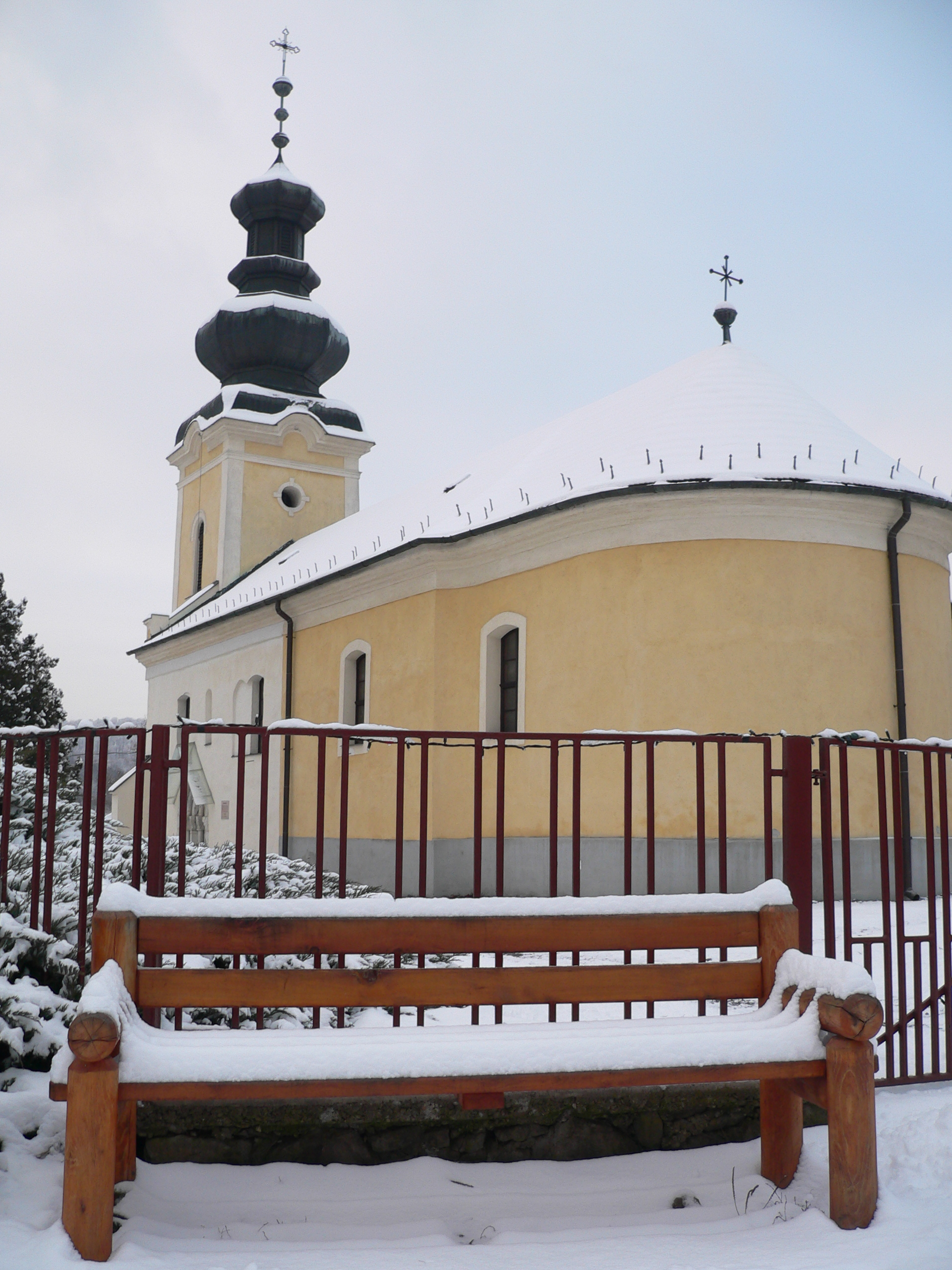
A római katolikus templom télen

A templom a 13. században román stílusban épült, melyet Szent István tiszteletére szenteltek, erről ad bizonyságot a templom oltárképe, amelyen Szent István király a boldogságos Szűz Mária oltalmába ajánlja hazánkat, az országot jelképező Magyar Királyi Szent Korona felmutatásával. Mária karján a kis Jézust láthatjuk. A jelenleg látható olajfestményt 1875-ben Jozef Gubalski készítette, de feltételezhető, hogy az előző oltárkép is államalapító Szent Királyunk ország felajánlását jelenítette meg, mert a plébánia 19. századi pecsétjén is így örökítették meg István királyt. 1808-ban barokkosították a templomot, hozzáépítettetek egy harangtornyot, továbbá meghosszabbították a szentéllyel. A füzéri Szent István templom a 20. század elején elnyerte mai formáját. A templomot 1996 és 2002 között felújították. Az 1998-as felújítása során kerültek napvilágra román kori falfestmények egy román kori ajtó és a régi Szentségház, a Pasztófórium (falfülke, mely 14. századi Szentélyben az oltárral szemben állva jobb oldalon volt). A Pasztofórium másolatát a Várkápolnában helyezték el 2015-ben. Barokkosításának kétszázadik évfordulóján 2008. november 9-én ünnepélyes keretek között avatták fel az eseménynek emléket állító márványtáblát.

### Református templom
A református templom II. József türelmi rendelete után 1785-ben épült, a mai napig a helyi református közösség istentiszteleteinek helyszíne. A templomot a várral a háttérben, híres festőnk Ligeti Antal is megörökítette 1854-ben. A festmény hűen tükrözi a református templom akkori állapotát, ám ma már házak fogják közre, és a ligetes idill is eltűnt.
Az épület legfőbb értékét a Pandák Mihály által 1832-ben készített festett kazettás mennyezett adja. A festett kazetták a teremtett világ gazdagságát jelenítik meg, melyeken az égboltot idéző nap-, hold-, és csillagábrázolások mellett a menny is megjelenik. A templom mennyezetek festett kazettás díszítésének a reformáció korától közel háromszáz évig élő hagyománya volt Erdélytől a Dunántúlon át Észak-Magyarországig. Az itt látható mennyezet a Kárpát-medencei emlékanyagban a késői alkotások között tarthatjuk számon.
Patay Pál a 20. századi magyar harangkutatás legjelentősebb személyének meghatározása szerint a harangot erdélyi vándorló mester készíthette a füzérradványi református templom harangjával együtt, itt a templom kertjében. A rokokó stílust népiesen megidéző elemek eredetileg az egész belső teret díszítették, amelyek a padokon a későbbi világoskék színű lefestés által szemünk elől elrejtve maradnak, csak a csak a feltárás kutatónyílása enged betekinteni az eredeti kialakításba.

### Nagy-Milic Natúrpark Látogatóközpont és Várgondnokság

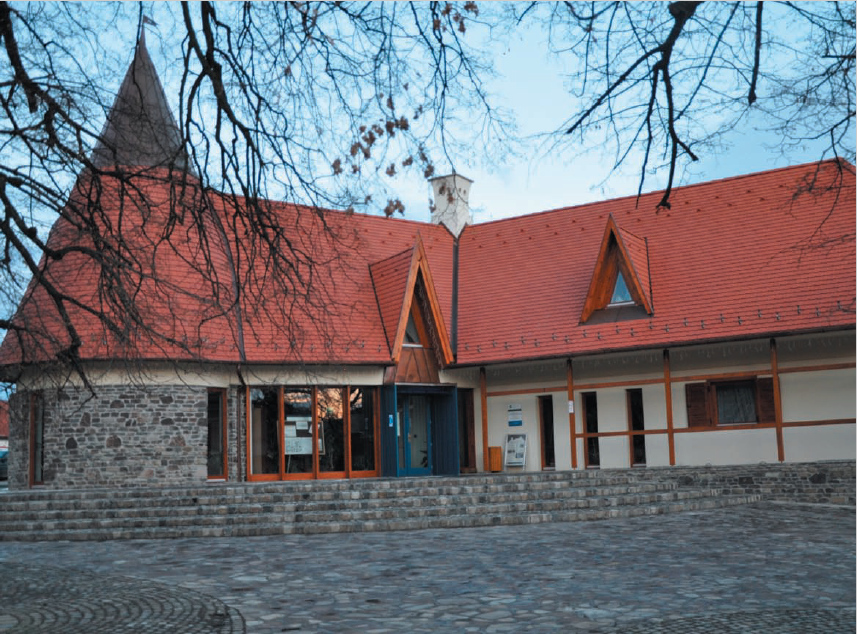
Látogatóközpont

Füzér Község Önkormányzata határon átnyúló program keretében, Szalánc községgel együttműködve valósította meg a Nagy-Milic Látogatóközpont és Várgondnokság épületét. A látogatóközpont kiállítások helyszínéül szolgál, valamint feladata a turisztikai programok összefogása és szervezése, a környező települések bemutatása.
A látogatóközpont több szervezet székhelyéül szolgál: 
- Felső-magyarországi Várak Egyesülete
- Füzérért Alapítvány
- Zempléni Hegyköz Helyi TDM Egyesület
- Nagy-Milic Vidékfejlesztési Nonprofit Kft.

### Tájház

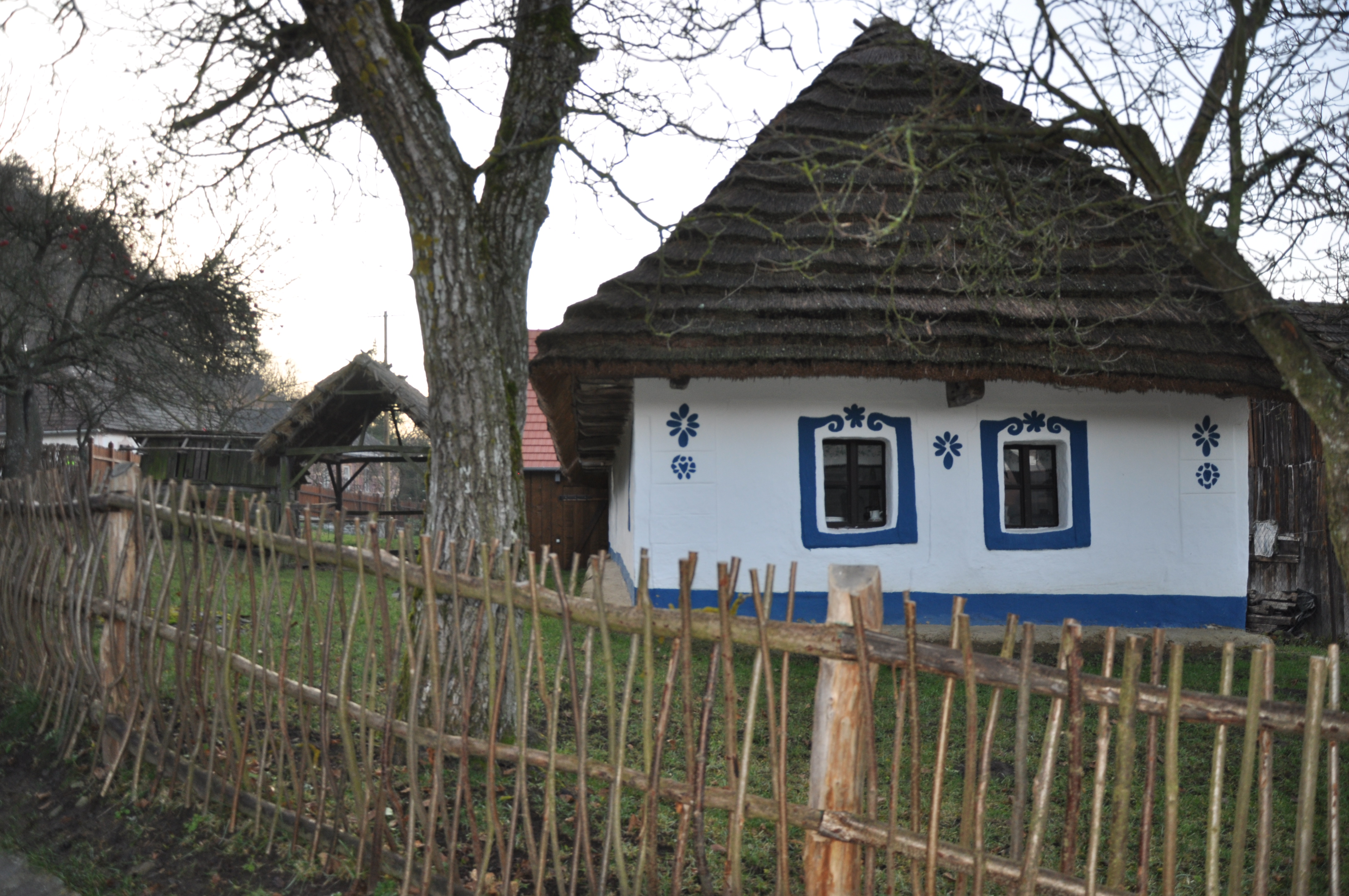
Tájház

A Füzéri Tájház a paraszti építkezés, lakás- és eszközkultúra bemutatásának céljából helyreállított lakóház. Az 1879-ben épített műemléképület a 19. századi, Hegyközre jellemző építészeti elemeket mutatja be és hagyományőrző rendezvények helyszínéül szolgál.
A berendezés a 20. század eleji füzéri kisparaszti életmódot mutatja be. A módosabb gazdák már a két világháború közötti időben is kétszobás házakat építettek, de a tájház lakói szegényebbek lehettek, és csak egyetlen szobával rendelkeztek. A mestergerendába vésett évszám alapján a házat 1879-ben építette Horváth András. Az épület kőalapokon nyugvó, sárba rakott kőfalazattal épült. Padlózata valamennyi helyiségében döngölt agyag. A ház keleti homlokzatánál kb. 40 cm széles tőcke, padka látható, mely egyrészt meggátolta, hogy az esővíz közvetlenül a házfal mellett folyhasson, másrészt itt ültek le a ház lakói, hogy megbeszélhessék a falu történéseit.
A tájház számos, évente megrendezésre kerülő hagyományőrző rendezvény helyszínéül is szolgál: Tavaszi Várkapu Tárogató, Pünkösdi Mulatság, Füzéri Várnapok, Csűrdöngölő, Zempléni Szabad Pálinka Nap, Falusi lakodalom.
A portán található még egy Múltidéző Ház, amely az 1940-50-es éveket idéző Retro-ház.

## Helyi szervezetek, egyesületek
A településen található néhány szervezet és egyesület, melyek állandó vagy időszakos jelleggel részt vesznek a község mindennapjaiban.

### Füzéri Hadtörténeti és Helytörténeti Kör

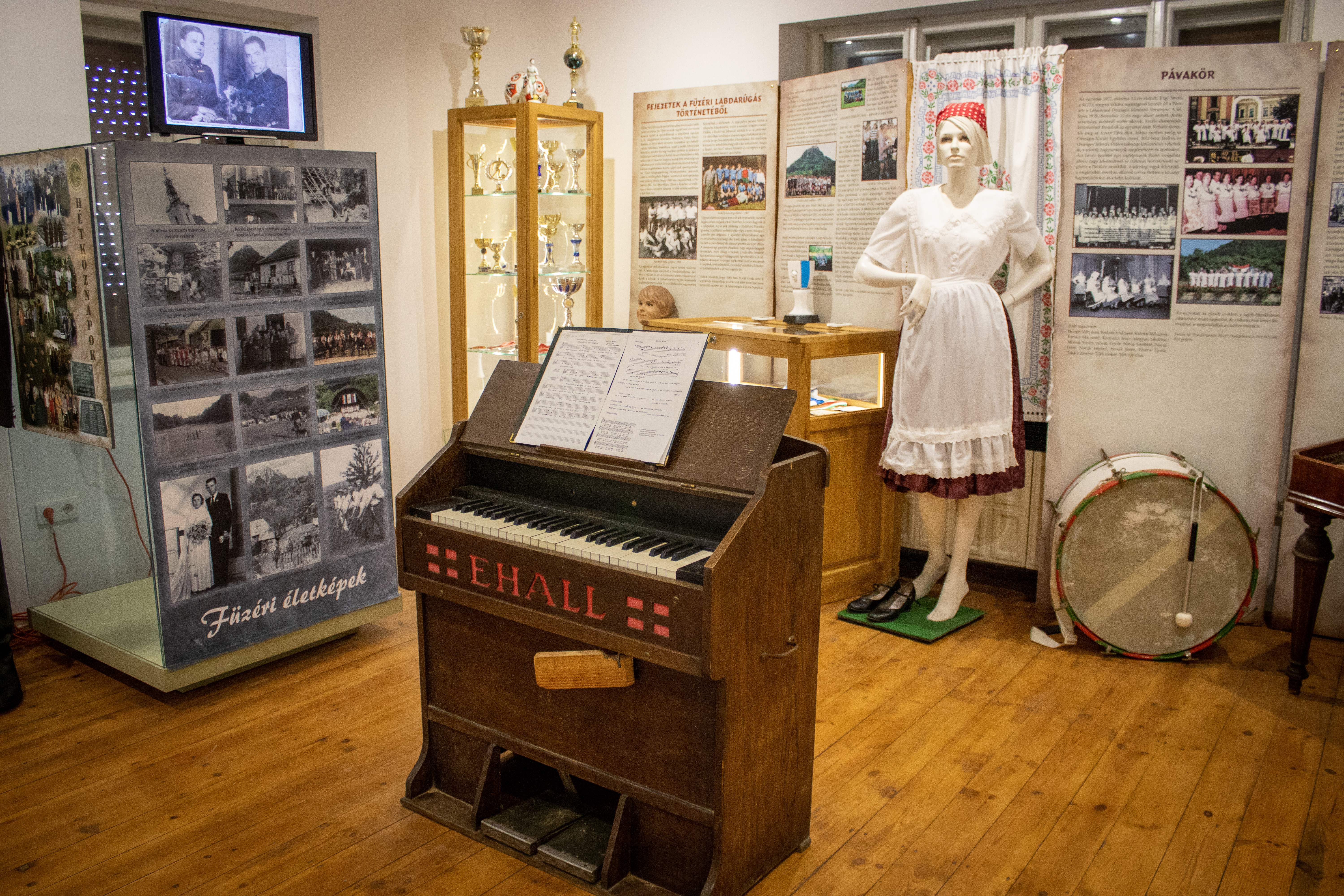
Füzéri Hadtörténeti és Helytörténeti Kör kiállítása

A Füzéri Hadtörténeti és Helytörténeti Kör célja Füzér község, valamint a térség hadtörténelmének, kultúrtörténelmének kutatása. Működése során a feltárt, ill. megismert anyagot publikálja, előadások, bemutatók, kiállítások szervezésével a közönség részére is hozzáférhetővé teszi. Ennek során hagyományőrző tevékenységet is folytat. A kutatómunka során a tulajdonosa által felajánlott, vagy időközben feltárt, tárgyi emlékeket kiállítja, azokat gondozza, és biztosítja. A tárgyi emlékekről részletes leltárt vezet, és betartja a fegyverek tartására vonatkozó egyéb törvényi rendelkezéseket.
2023 tavaszán az egyesület megnyitotta kiállítását “Füzéri hagyományok, emlékek, hagyatékunk” címmel, melyben a település történelméhez és a világháborúban szolgáló "hőseik" emlékéhez kapcsolódó értékeket mutatják be. A több, mint egy évtizeden át gyűjtött, kutatott és az egyesület számára adományozott tárgyi emlékeket méltóképp kívánják ápolni és megőrizni.

### Füzérért Alapítvány
Elsődleges célja a természeti, történelmi és építészeti értékekben gazdag füzéri várhegy és a vár gondozásának és helyreállításának segítése. Ezek mellett helytörténeti kutatásokkal, helyi hagyományok és nemzetiségi kultúra ápolásával, a falukép, tájkép és környezet védelmét és megőrzését szolgáló akciók támogatásával, a helyi közművelődés pártfogolásával foglalkozik.

### Füzéri Betlehemesek

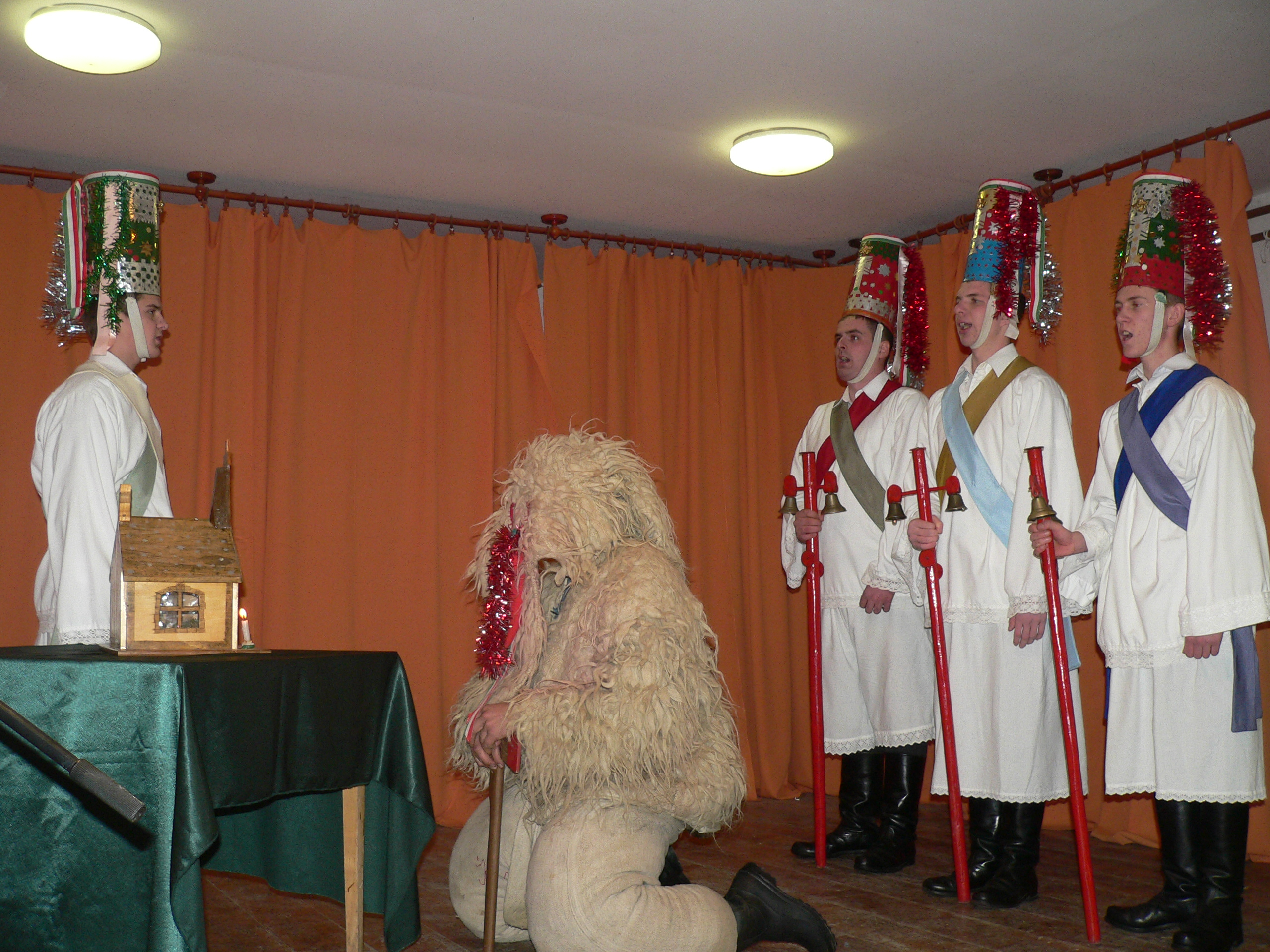
Betlehemes csoport 2010-ben

A község életében a karácsonyt a betlehemes csoportok hagyományőrző játéka teszi még szebbé, még meghittebbé. 1956 kivételével egy olyan karácsony volt, hogy ne jártak volna betlehemesek a községben. A ma is játszott misztériumjáték szövegét első ízben 1958-ban jegyezték le a helyi lakosok.
A csoportot három pásztor, egy angyal és egy öreg alkotja. Először szenteste láthatók, érkezésüket csengőszó jelzi. A pásztorok és az angyal szorosan egymás mellett haladnak, a sztari (öreg pásztor) mindig lemarad, vagy előre megy, ő a maga útját járja. Szenteste az éjféli mise a betlehemesek bevonulásával kezdődik, a sztari azonban nem megy be a templomba, ő a bejárat előtt fabaltája segítségével veri a rosszakat a templomba érkezők közül. A betlehemes csapat a karácsonyi időszakban minden szentmisén részt vesz. Főként a délutáni órákban járják a falut, betérnek a házakba, ahova meghívást kapnak és ott eljátsszák a karácsonyi játékukat.
A községben jelenleg két betlehemes csoport működik. A fiatalabb csoport magyarul, az idősebb csoport szlovákul viszi hírül az Úr Jézus születésének örömét.

### Füzéri Lovas Bandérium
A bandérium működése évszázados hagyományra tekint vissza. Az egységes ruházatú, 5–6 főből álló csapat feladata, hogy lóháton, a község határán túl várja az érkező egyházi elöljárót a bérmálási ünnepség napján.

### Felső-magyarországi Várak Egyesülete
Az egyesület 2003. július 21-én alakult. Megalakulásakor megfogalmazott célja az Észak-Magyarországon lévő várakat működtető jogi és természetes személyek érdekeinek képviselete és összehangolása. A várak megőrzésének, szakszerű helyreállításának, fenntartásának, működtetésének, fejlesztésének elősegítése, közös turisztikai és marketingtevékenység, a hasznosítás (kiállítások, programszervezések stb.) szakmai támogatása, valamint részvétel a várakkal kapcsolatos tudományos kutatásokban. Ezeken túlmenően az észak-magyarországi várak jellemzőit tartalmazó adatbázis létrehozása és rendszeres karbantartása, a várak létezésével és tevékenységével kapcsolatos információk folyamatos publikálása.

### Csepellényi György Énekkar
A Csepellényi György ifjúsági énekkar 2001-ben alakult. A közösséget, énekelni szerető, zömében fiatal édesanyák hozták létre. Céljuk Istent szolgálni az énekek által, valamint bízni abban, hogy a közösség által is egyre több embert tud a Szentlélek a Jóistenhez emelni.

### Füzéri Várvédő Egyesület
A Füzéri Várvédő Egyesület 2003 őszén alakult azzal a céllal, hogy bemutassák a 15–16. századi váréletet, valamint segítsék a vár turisztikai hasznosítását.

## Díjak, sikerek
- Műemlékvédelemért Forster Gyula-emlékérem (2007)
- Magyarország Természeti Csodája (2007)[35]
- Észak-Magyarország Turizmusáért Nívódíj (2010)
- Magyarország legszebb települése (2012)[36]
- Kárpát-medencei Vitézi Rend - Magyarságért Érdemérem (2016)
- Nemzeti Vágta győztese – Hősök tere (2016)[37]
- Építészetért Pro Architectura díj (2016)[38]
- Nemzeti Regatta 4. hely – Legjobb nem Balaton menti település (2017)[39]
- Nemzeti Vágta 2. hely – Hősök tere (2017)[40]
- Nemzeti Regatta különdíj – Siófok (2018)[41]
- FIABCI – Ingatlanfejlesztési Nívódíj (2018)[42]
- Az Év honlapja – Különdíj (2022)[43]
- Magyar Művészeti Akadémia – Aranyérem (2023)[44]

## Rendezvények
A településen több hagyományos, évente ismétlődő rendezvényt is tartanak:
- Tavaszi Várkapu Tárogató (húsvét vasárnap és hétfő): a Füzéri Várvédő Egyesület és más hagyományőrző csoportok harci, illetve táncbemutatói, előadásai által kísért rendezvény.[46][47]
- Pünkösdi Mulatság (pünkösd vasárnap és hétfő): a programsorozat műsorán történelmi játszótér, középkori táncház, hadi bemutatók, gyermekprogramok szerepelnek.[48][49]
- Vadászat Perényi urasággal (Lov s pánom z Perína, június): nem helyi szervezésű íjászverseny a község központjában.
- Szent Iván Éji Vigasság (június 23-hoz legközelebb eső hétvége): a nyári napforduló idején rendezett, napnyugtától napkeltéig tartó misztériumjáték és programsorozat.[50]
- Perényi Péter Íjászverseny (július közepe): a Füzéri Várgondnokság által szervezett, zenés programokkal kísért íjászbemutató és sportverseny.[51]
- Füzéri Várnapok (minden év augusztusa): utcabáli hangulatú vásár zenés programokkal és várjátékokkal.[52]
- Zempléni Szabad Pálinka Nap és Szent Mihály Nap (szeptember utolsó, vagy október első hétvégéje): pálinkabemutató és -verseny, kézműves vásár, koncertek.[53]

## Galéria

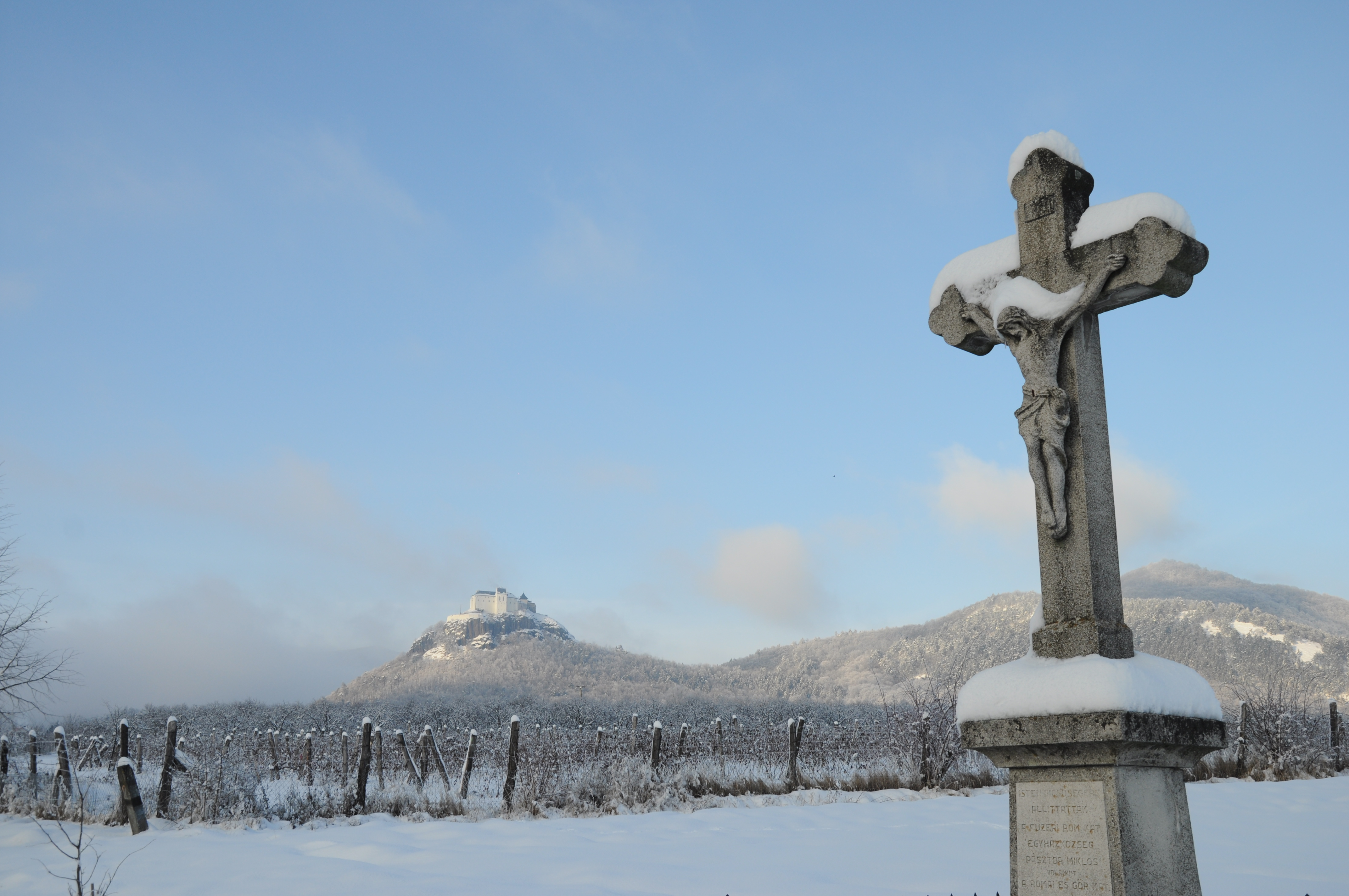
Füzér – kereszt
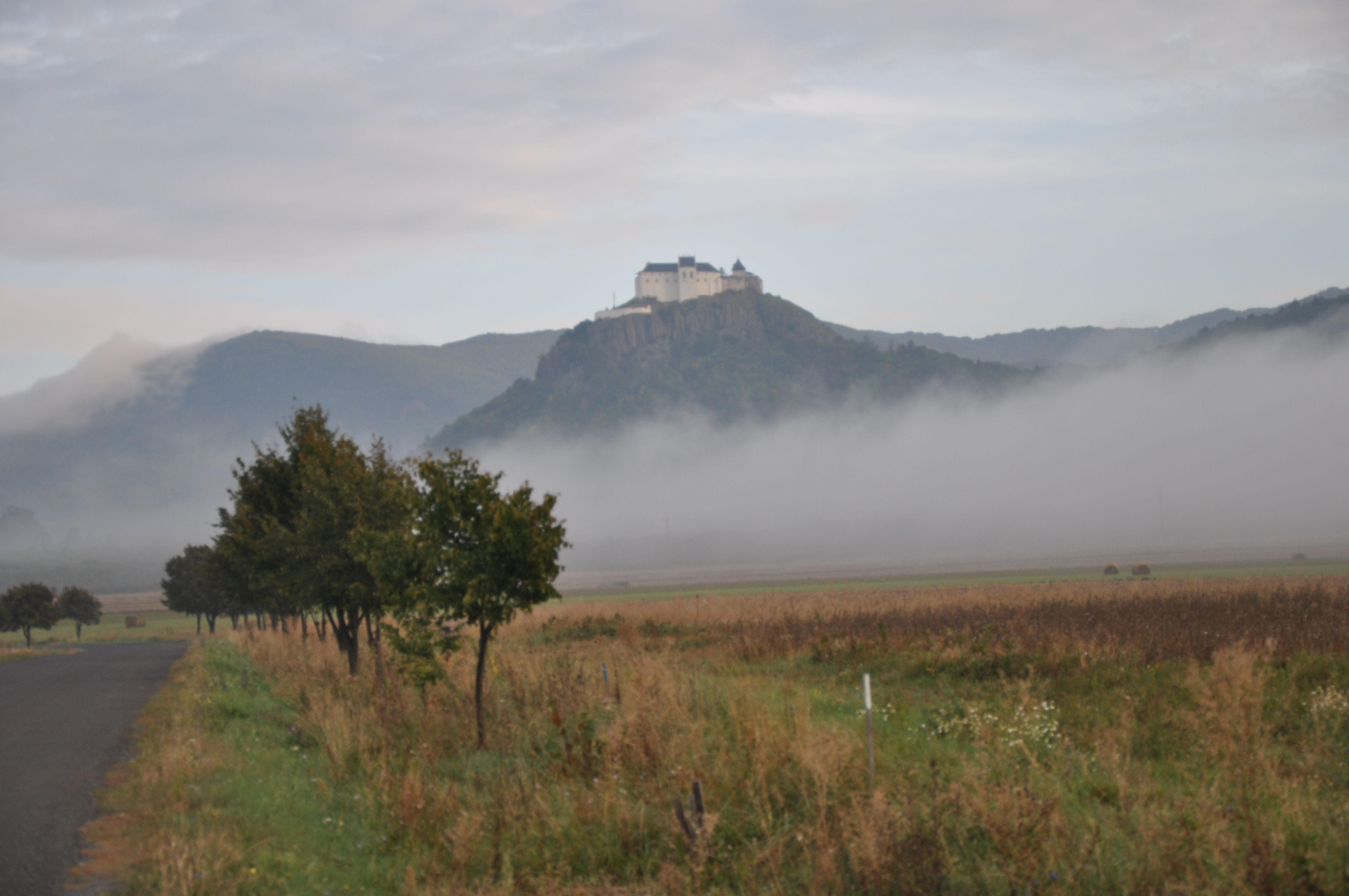
A felújított vár
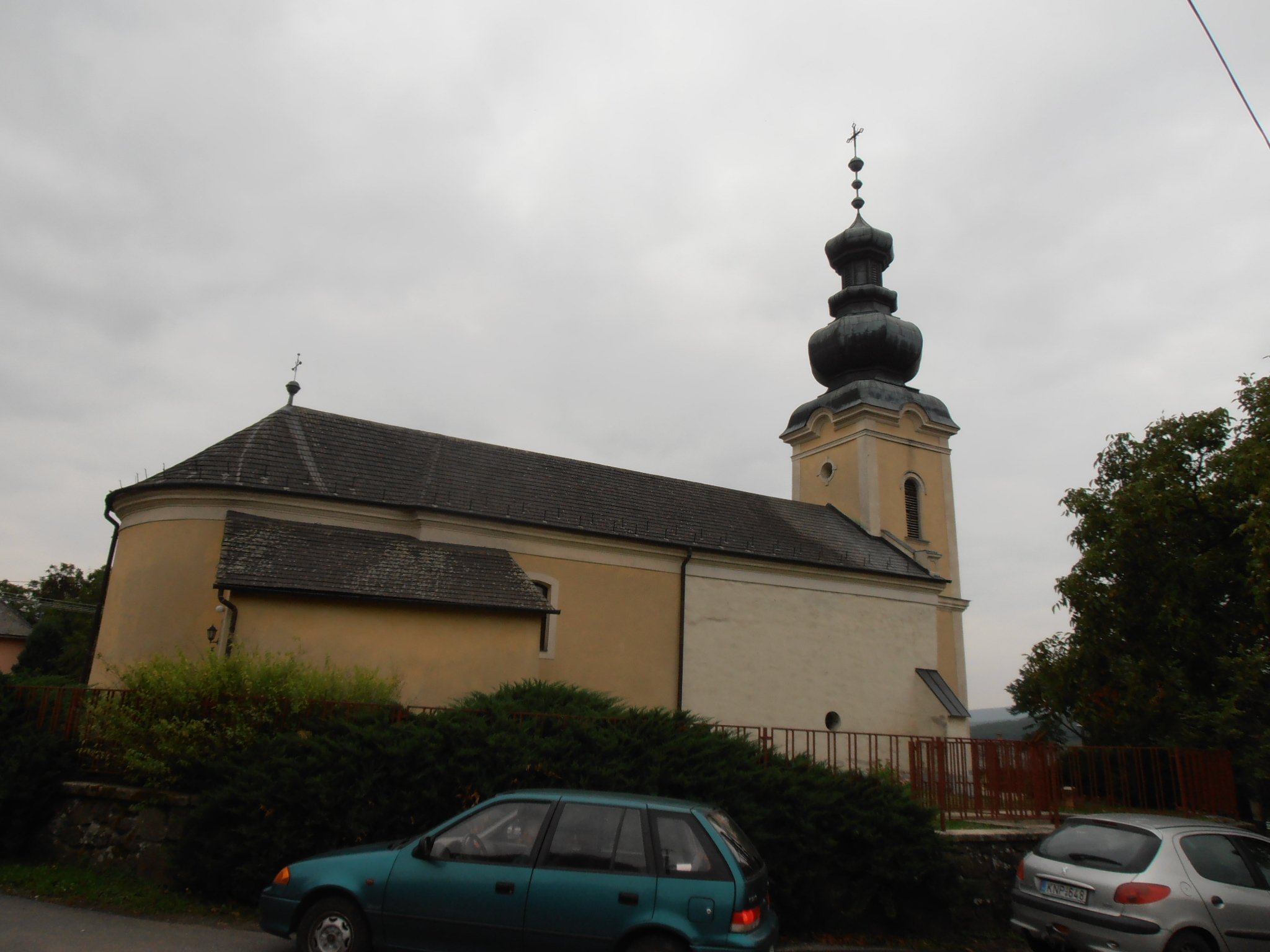
Római katolikus templom
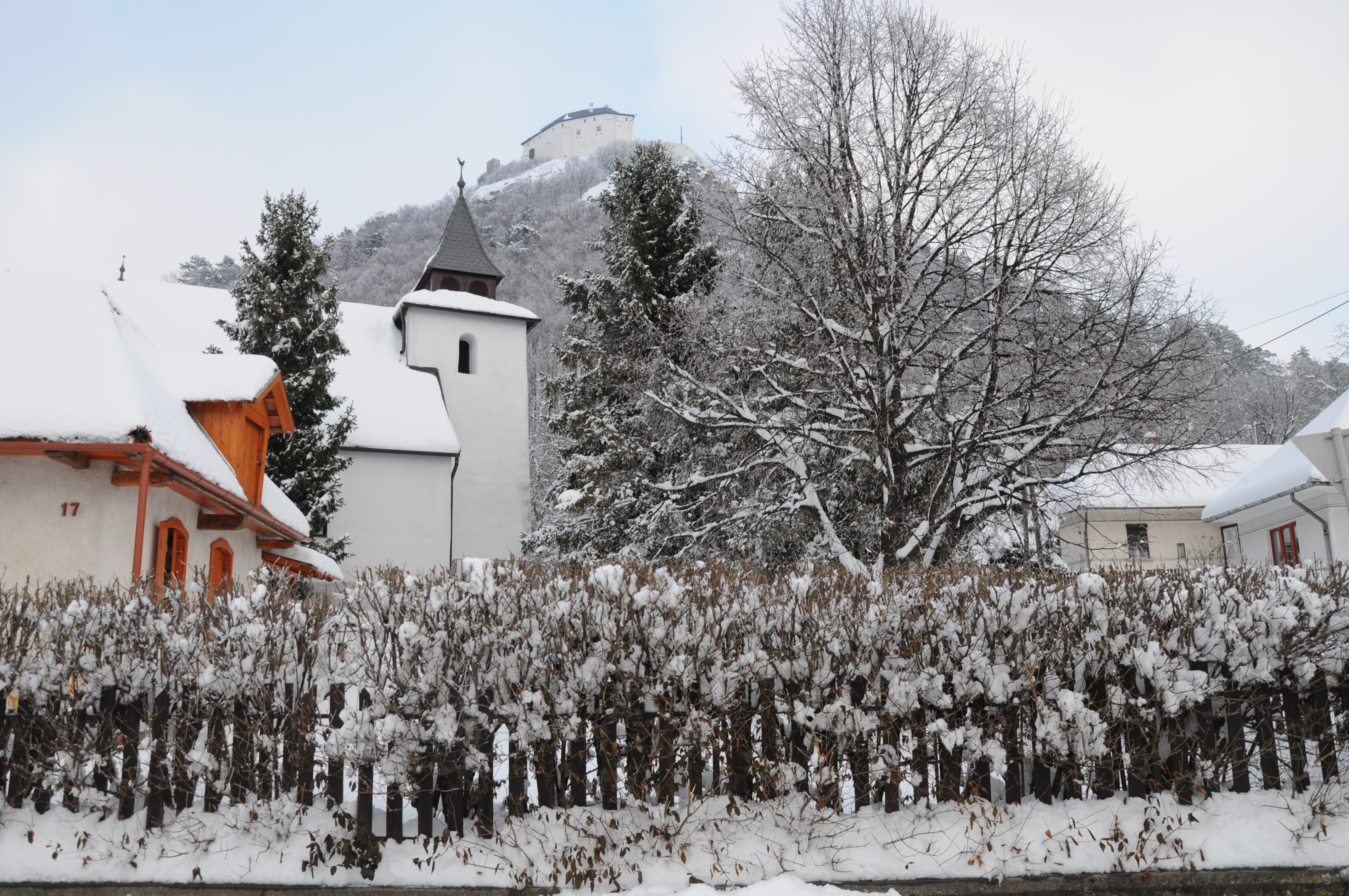
Református templom
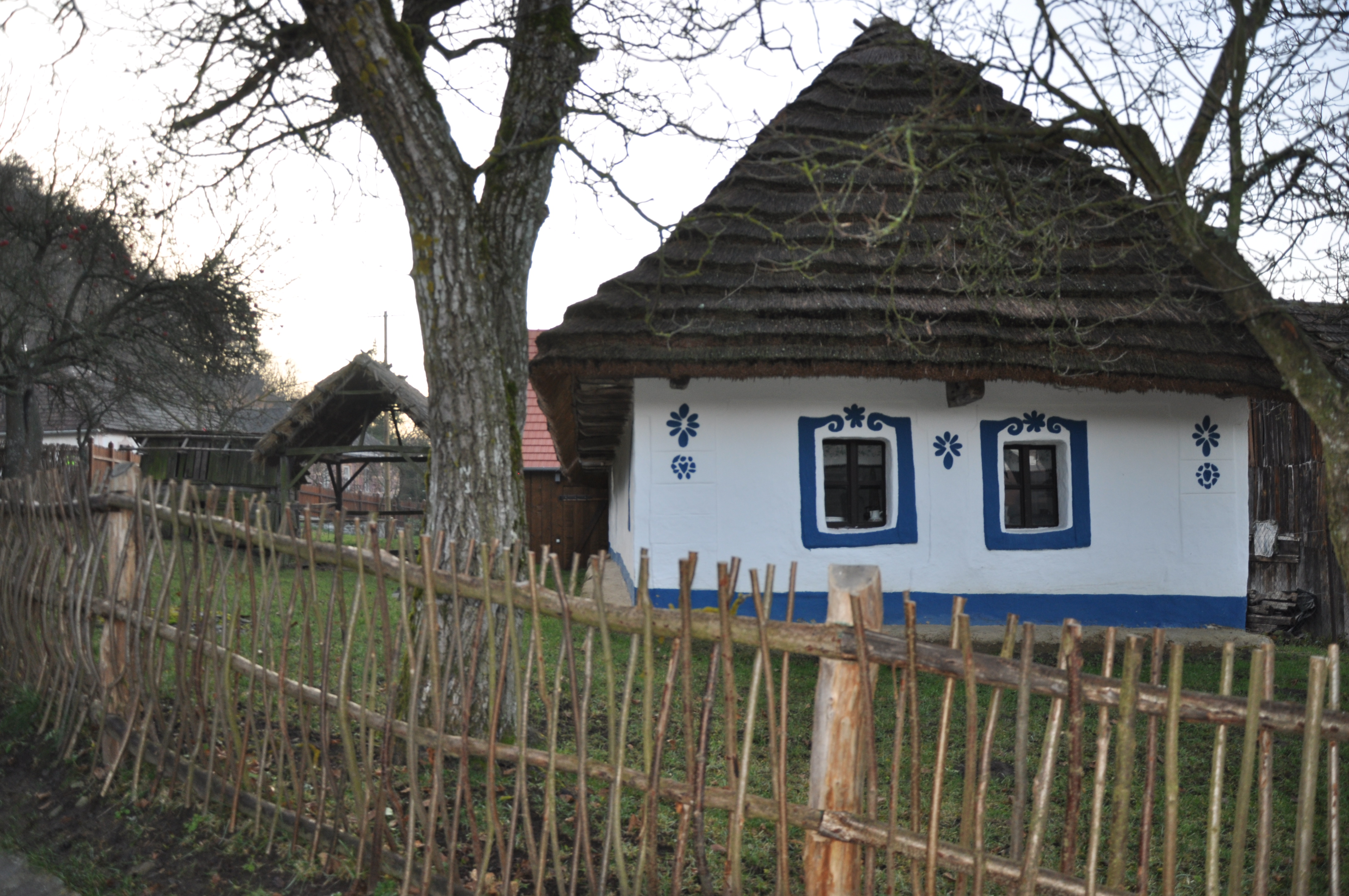
Tájház
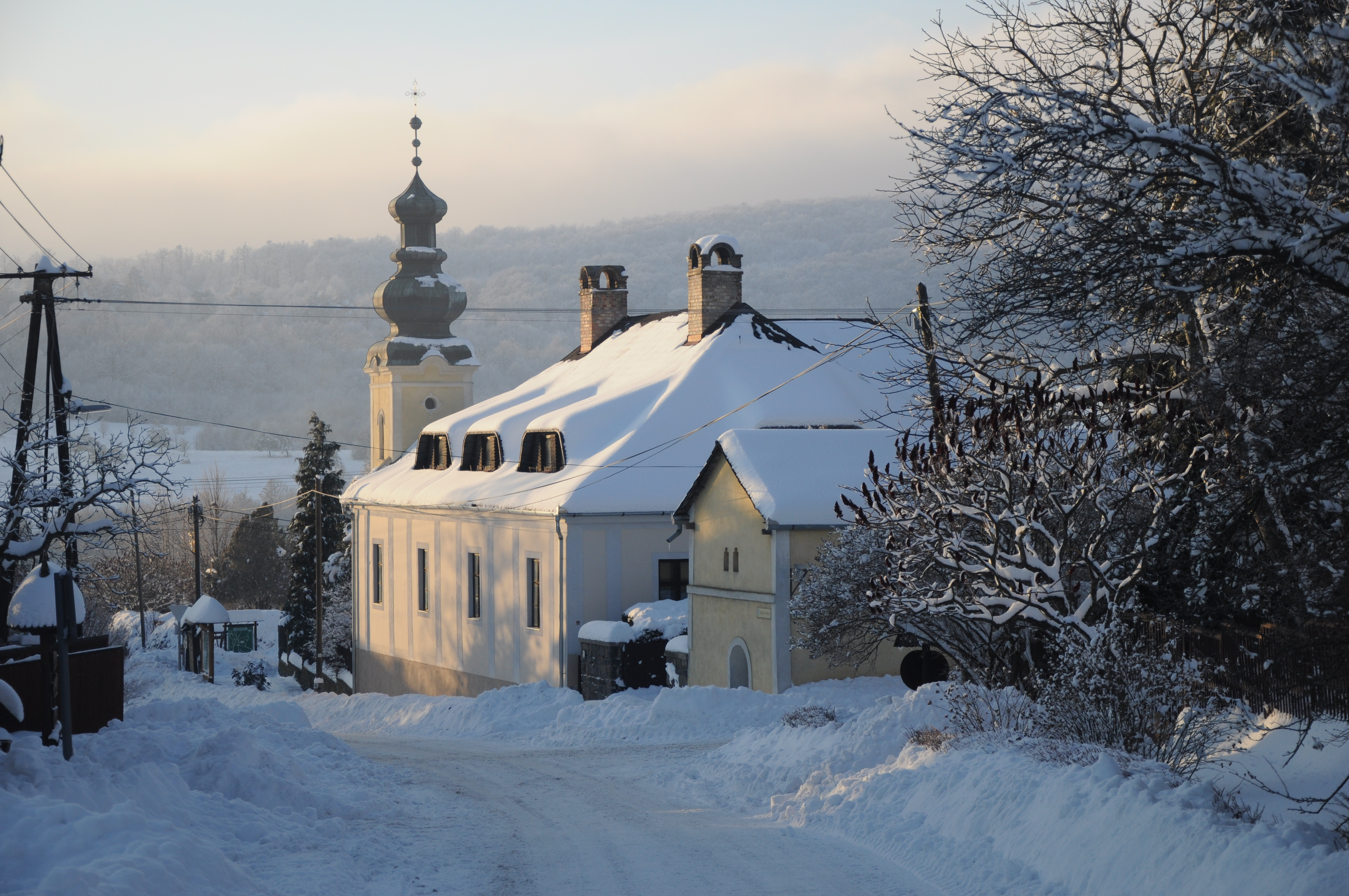
Plébánia, Dessewffy-kúria
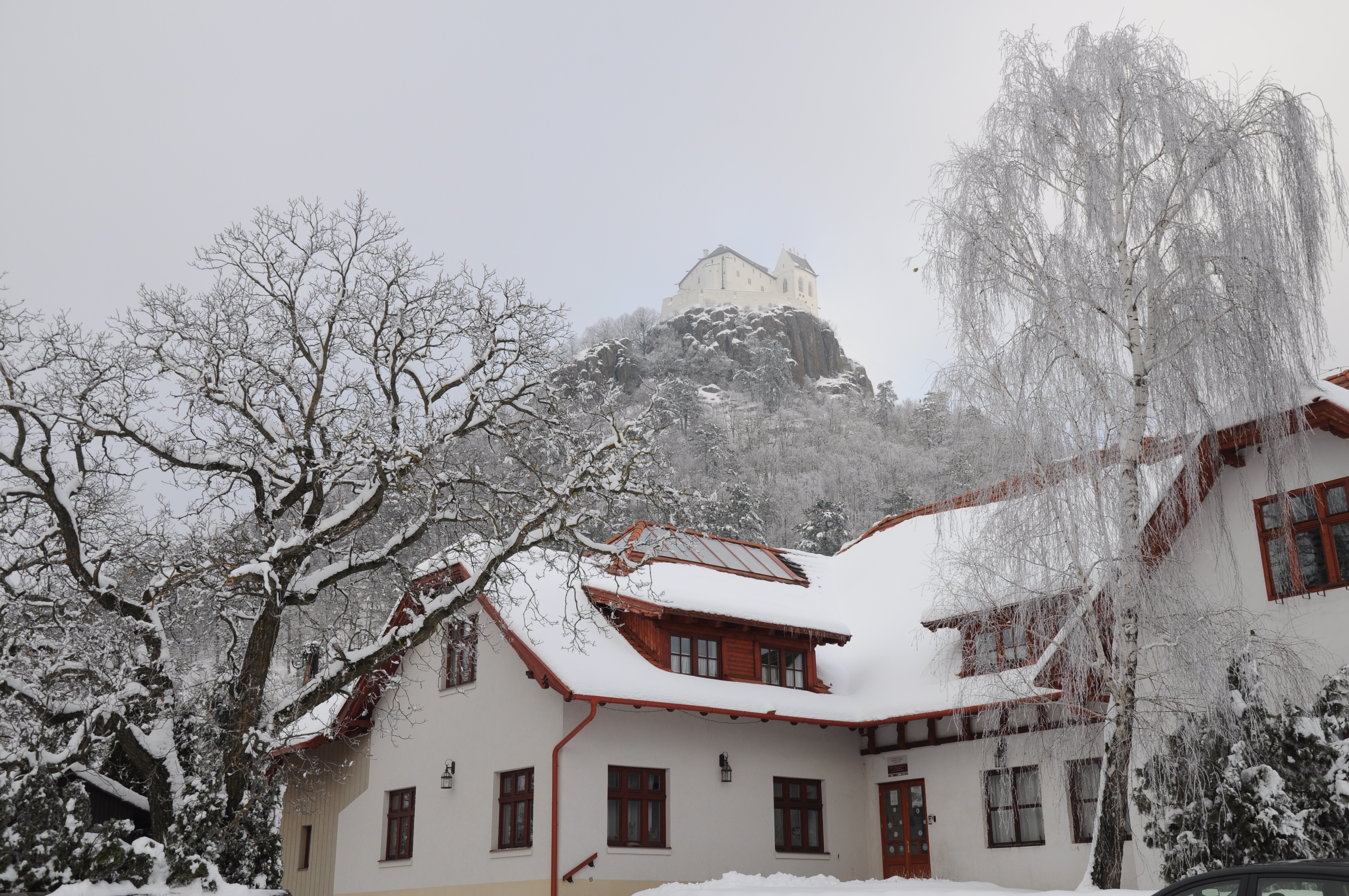
Polgármesteri hivatal
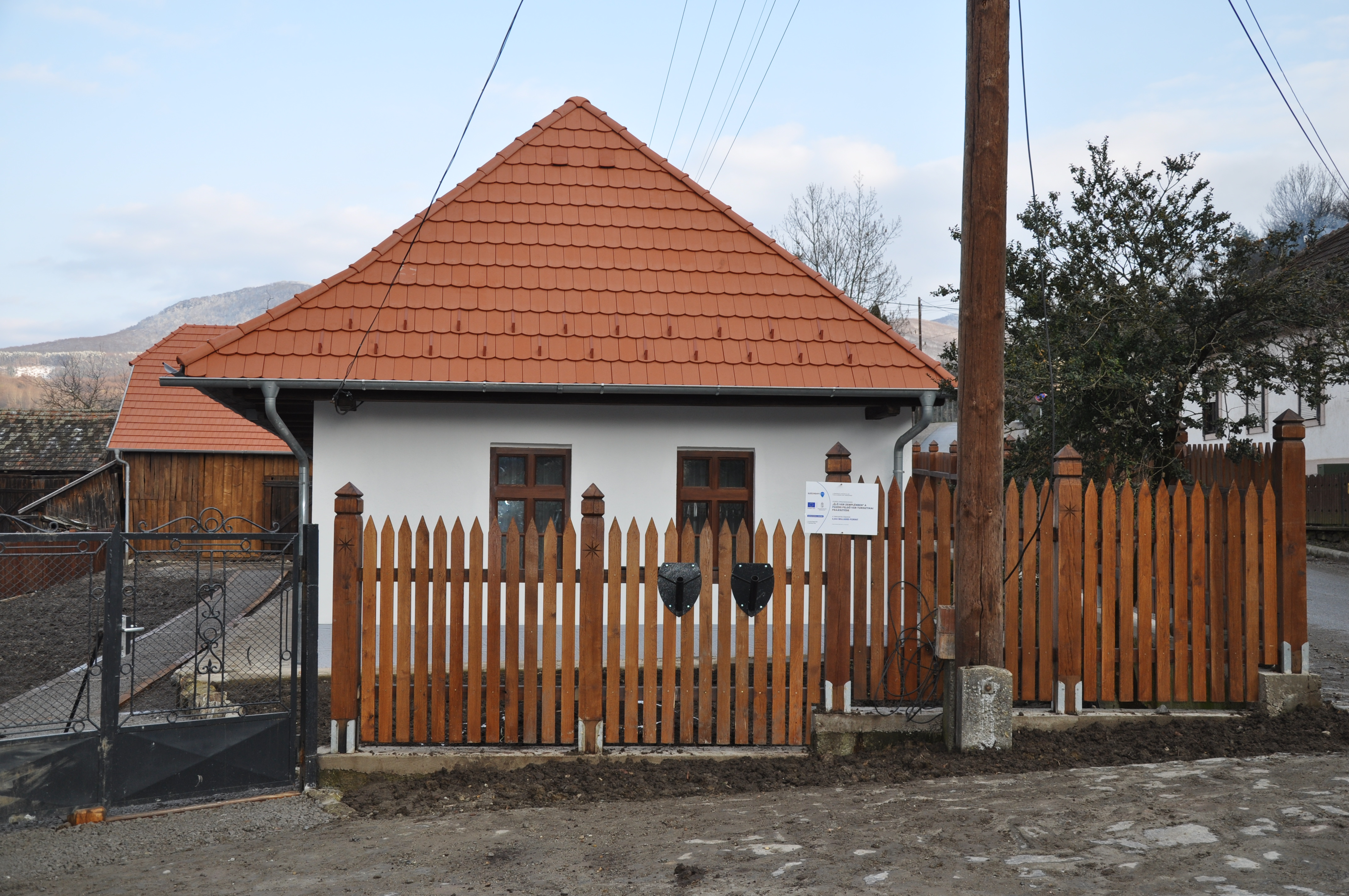
Múltidéző Tájház